# Fontenay-Saint-Père
Fontenay-Saint-Père ist eine französische Gemeinde mit 955 Einwohnern (Stand: 1. Januar 2022) im Département Yvelines in der Region Île-de-France. Sie gehört zum Arrondissement Mantes-la-Jolie und zum Kanton Limay. Die Einwohner nennen sich Fontenaysiens.

## Geografie
Fontenay-Saint-Père liegt etwa 47 Kilometer westnordwestlich von Paris im Tal der Seine. Fontenay-Saint-Père wird umgeben von den Nachbargemeinden Saint-Cyr-en-Arthies im Norden, Drocourt im Norden und Nordosten, Sailly im Nordosten, Brueil-en-Vexin im Osten, Guitrancourt im Südosten, Limay im Süden sowie Follainville-Dennemont im Westen.

## Bevölkerungsentwicklung
| 1962                       | 1968 | 1975 | 1982 | 1990 | 1999 | 2006 | 2012 |
| -------------------------- | ---- | ---- | ---- | ---- | ---- | ---- | ---- |
| 706                        | 758  | 782  | 808  | 927  | 987  | 886  | 990  |
| Quellen: Cassini und INSEE |      |      |      |      |      |      |      |

## Sehenswürdigkeiten

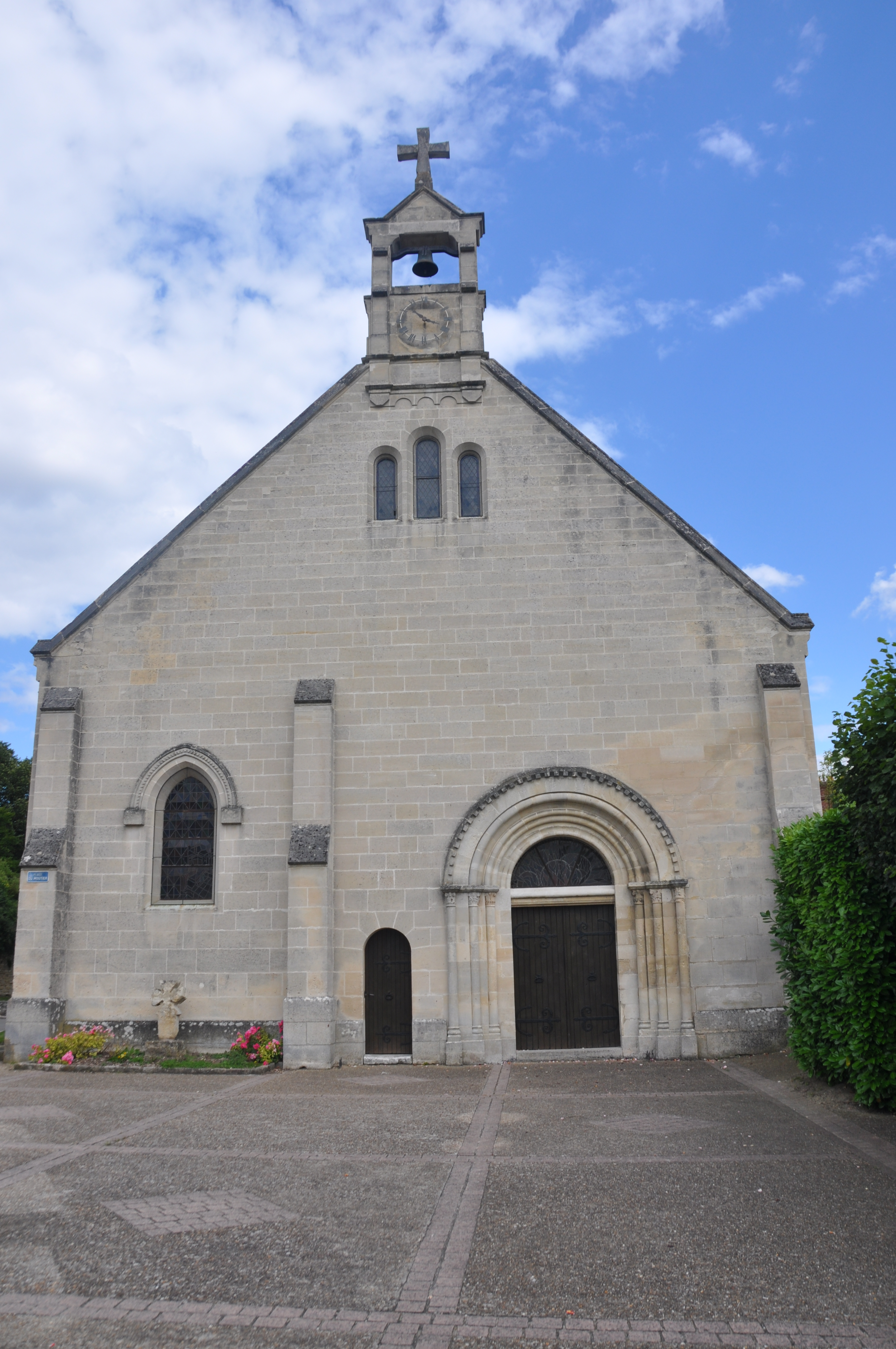
Kirche Saint-Denis

Siehe auch: Liste der Monuments historiques in Fontenay-Saint-Père
- Kirche Saint-Denis, im 12. Jahrhundert erbaut, Fassade rekonstruiert 1885

## Persönlichkeiten
- Jean-Martial Frédou (1710–1795), Maler